# 하이쿠 (운영 체제)
하이쿠(Haiku)는 OpenBeOS의 새로운 이름으로, Be 운영 체제를 처음부터 다시 만드는 오픈 소스 프로젝트이다.

## 역사
BeOS를 만들던 Be사가 2001년에 팜사에 병합되면서, 더 이상 BeOS를 개발하지 않겠다고 발표했다. 이런 발표가 있은 후에 BeOS를 오픈 소스 형태로 자발적으로 계속 개발하려는 움직임이 있었다. Cosmoe나 Blue Eyed OS가 기존의 리눅스나 BSD 커널을 이용하여 BeOS의 API를 재구성하려는 것과 다르게 Open BeOS는 운영 체계를 전부 새롭게 작성하려고 했다. Open BeOS 프로젝트가 성공적으로 완료되면 기존의 BeOS 5에서 사용하던 모든 프로그램은 별도의 컴파일 과정없이 실행 파일 단계에서 호환이 된다.
2004년 Ope nBeOS는 Palm과 상표권 분쟁의 여지를 없애기 위해 새로운 이름을 공모하였고 하이쿠를 새 이름으로 정했다. 일본 고유의 시 형식인 하이쿠처럼 BeOS의 우아함과 단순함을 그대로 계승하고자 하는 의미가 있다고 한다.
현재 이 프로젝트는 뉴욕에 본사를 두고 있는 비영리 기관인 Haiku Incorportated가 맡고 있다.
2018년 9월 베타 판의 출시가 시작되어서 개발이 상당히 많이 진행되었다.

## 같이 보기
- 실러블 데스크톱